# 普拉蒂

区徽

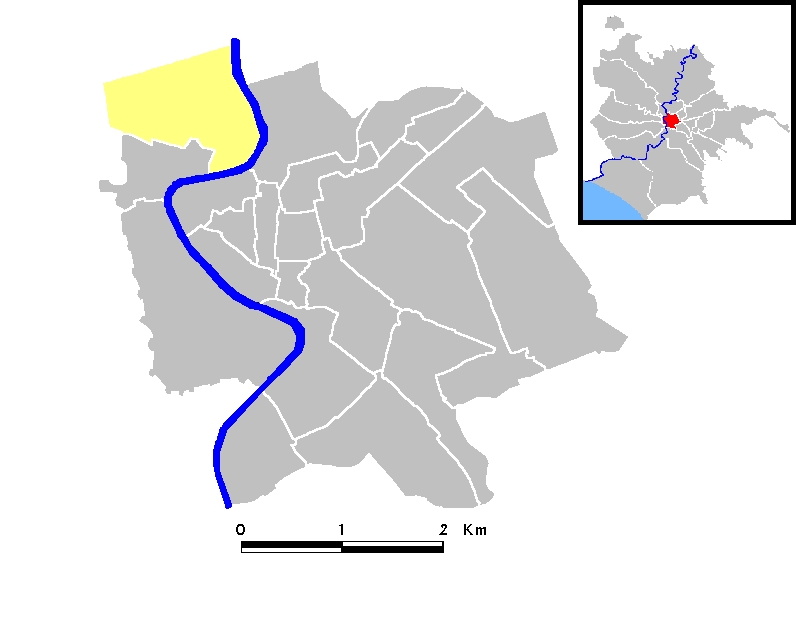
位置

普拉蒂（義大利語：Prati）是罗马市的第22区。其标志为哈德良陵墓。但是哈德良陵墓（现在的圣天使城堡）并不在该区，而是在毗邻的博尔戈区。
普拉蒂是罗马最富裕的区之一。1900年1月，拉齐奥足球俱乐部在自由广场（Piazza Della Libertà）成立。
Via Cola di Rienzo 是罗马最有名的商店和咖啡馆集中的街道之一。
41°54′29″N 12°27′57″E / 41.908078°N 12.465706°E